# Cezar za najlepszy film
Cezar za najlepszy film – przyznawany od 1976 roku, przez Francuską Akademię Sztuki i Techniki Filmowej.

## 1971-1980
1976: Stara strzelba (Le vieux fusil), reż. Robert Enrico

nominacje:
- Kuzyn, kuzynka, reż. Jean-Charles Tacchella
- Niech się zacznie zabawa, reż. Bertrand Tavernier
- Siedem śmierci na receptę, reż. Jacques Rouffio

1977: Pan Klein (Monsieur Klein), reż. Joseph Losey

nominacje:
- Barok, reż. André Téchiné
- La meilleure façon de marcher, reż. Claude Miller
- Sędzia i zdrajca, reż. Bertrand Tavernier

1978: Opatrzność (Providence), reż. Alain Resnais

nominacje:
- Koronczarka, reż. Claude Goretta
- Krab dobosz, reż. Pierre Schoendoerffer
- Wszyscy spotkamy się w raju, reż. Yves Robert

1979: Cudze pieniądze (L'argent des autres), reż. Christian de Chalonge

nominacje:
- Akta 51, reż. Michel Deville
- Moliere, reż. Ariane Mnouchkine
- Taka zwykła historia, reż. Claude Sautet

1980: Tess (Tess), reż. Roman Polański

nominacje:
- Blask kobiecości, reż. Costa-Gavras
- Don Giovanni, reż. Joseph Losey
- I... jak Ikar, reż. Henri Verneuil

## 1981-1990
1981: Ostatnie metro (Le dernier métro), reż. François Truffaut

nominacje:
- Lulu, reż. Maurice Pialat
- Ratuj się kto może (życie), reż. Jean-Luc Godard
- Wujaszek z Ameryki, reż. Alain Resnais

1982: Walka o ogień (La guerre du feu), reż. Jean-Jacques Annaud

nominacje:
- Czystka, reż. Bertrand Tavernier
- Jedni i drudzy, reż. Claude Lelouch
- Przesłuchanie w noc sylwestrową, reż. Claude Miller

1983: Równowaga (La balance), reż. Bob Swaim

nominacje:
- Danton, reż. Andrzej Wajda
- Pasja, reż. Jean-Luc Godard
- Pokój w mieście, reż. Jacques Demy

1984: nagroda ex aequo
- Bal (Le bal), reż. Ettore Scola
- Za naszą miłość (À nos amours), reż. Maurice Pialat

nominacje:
- Mordercze lato, reż. Jean Becker
- Od pierwszego wejrzenia, reż. Diane Kurys
- Cześć, pajacu, reż. Claude Berri

1985: Skorumpowani (Les ripoux), reż. Claude Zidi

nominacje:
- Carmen, reż. Francesco Rosi
- Miłość aż po śmierć, reż. Alain Resnais
- Niedziela na wsi, reż. Bertrand Tavernier
- Noce pełni księżyca, reż. Éric Rohmer

1986: Trzech mężczyzn i dziecko (3 hommes et un couffin), reż. Coline Serreau

nominacje:
- Bez dachu i praw, reż. Agnès Varda
- Metro, reż. Luc Besson
- Śmierć we francuskim ogrodzie, reż. Michel Deville
- Złośnica, reż. Claude Miller

1987: Teresa (Thérèse), reż. Alain Cavalier

nominacje:
- Betty Blue, reż. Jean-Jacques Beineix
- Jean de Florette, reż. Claude Berri
- Melodramat, reż. Alain Resnais
- Strój wieczorowy, reż. Bertrand Blier

1988: Do zobaczenia, chłopcy (Au revoir, les enfants), reż. Louis Malle

nominacje:
- Długa droga, reż. Jean-Loup Hubert
- Niewinni, reż. André Téchiné
- Pod słońcem szatana, reż. Maurice Pialat
- Tandem, reż. Patrice Leconte

1989: Camille Claudel (Camille Claudel), reż. Bruno Nuytten

nominacje:
- Lektorka, reż. Michel Deville
- Niedźwiadek, reż. Jean-Jacques Annaud
- Wielki błękit, reż. Luc Besson
- Życie to długa, spokojna rzeka, reż. Étienne Chatiliez

1990: Zbyt piękna dla ciebie (Trop belle pour toi), reż. Bertrand Blier

nominacje:
- Indyjski nokturn, reż. Alain Corneau
- Pan Hire, reż. Patrice Leconte
- Świat bez litości, reż. Eric Rochant
- Życie i nic więcej, reż. Bertrand Tavernier

## 1991-2000
1991: Cyrano de Bergerac (Cyrano de Bergerac), reż. Jean-Paul Rappeneau

nominacje:
- Mały przestępca, reż. Jacques Doillon
- Mąż fryzjerki, reż. Patrice Leconte
- Nikita, reż. Luc Besson
- Uran, reż. Claude Berri

1992: Wszystkie poranki świata (Tous les matins du monde), reż. Alain Corneau

nominacje:
- Dziękuję ci życie, reż. Bertrand Blier
- Piękna złośnica, reż. Jacques Rivette
- Van Gogh, reż. Maurice Pialat

1993: Dzikie noce (Les nuits fauves), reż. Cyril Collard

nominacje:
- Indochiny, reż. Régis Wargnier
- Kryzys, reż. Coline Serreau
- L.627, reż. Bertrand Tavernier
- Co powiedział mały książę, reż. Christine Pascal
- Serce jak lód, reż. Claude Sautet

1994: Palić/Nie palić (Smoking/No Smoking), reż. Alain Resnais

nominacje:
- Germinal, reż. Claude Berri
- Goście, goście, reż. Jean-Marie Poiré
- Moja ulubiona pora roku, reż. André Téchiné
- Trzy kolory. Niebieski, reż. Krzysztof Kieślowski

1995: Dzikie trzciny (Les roseaux sauvages), reż. André Téchiné

nominacje:
- Królowa Margot, reż. Patrice Chéreau
- Leon zawodowiec, reż. Luc Besson
- Trzy kolory. Czerwony, reż. Krzysztof Kieślowski
- Ulubiony syn, reż. Nicole Garcia

1996: Nienawiść (La haine), reż. Mathieu Kassovitz

nominacje:
- Ceremonia, reż. Claude Chabrol
- Huzar, reż. Jean-Paul Rappeneau
- Kochanek czy kochanka, reż. Josiane Balasko
- Nelly i pan Arnaud, reż. Claude Sautet
- Szczęście jest na łące, reż. Étienne Chatiliez

1997: Śmieszność (Ridicule), reż. Patrice Leconte

nominacje:
- Kapitan Conan, reż. Bertrand Tavernier
- Mikrokosmos, reż. Claude Nuridsany, Marie Pérennou
- Pedał, reż. Gabriel Aghion
- W rodzinnym sosie, reż. Cédric Klapisch
- Złodzieje, reż. André Téchiné

1998: Znamy tę piosenkę (On connaît la chanson), reż. Alain Resnais

nominacje:
- Marius i Jeanette, reż. Robert Guédiguian
- Na ostrzu szpady, reż. Philippe de Broca
- Piąty element, reż. Luc Besson
- Western, reż. Manuel Poirier

1999: Wyśnione życie aniołów (La vie rêvée des anges), reż. Érick Zonca

nominacje:
- Ci, którzy mnie kochają, wsiądą do pociągu, reż. Patrice Chéreau
- Kolacja dla palantów, reż. Francis Veber
- Plac Vendome, reż. Nicole Garcia
- Taxi, reż. Gerard Pires

2000: Salon piękności Venus (Vénus beauté (institut)), reż. Tonie Marshall

nominacje:
- Dzieci bagien, reż. Jean Becker
- Dziewczyna na moście, reż. Patrice Leconte
- Joanna d’Arc, reż. Luc Besson
- Wschód-Zachód, reż. Régis Wargnier

## 2001–2010
2001: Gusta i guściki (Le goût des autres), reż. Agnès Jaoui

nominacje:
- Les blessures assassines, reż. Jean-Pierre Denis
- Dziewczęta z Saint-Cyr, reż. Patricia Mazuy
- Harry, twój prawdziwy przyjaciel, reż. Dominik Moll
- Kwestia smaku, reż. Bernard Rapp

2002: Amelia (Le fabuleux destin d'Amélie Poulain), reż. Jean-Pierre Jeunet

nominacje:
- Chaos, reż. Coline Serreau
- Na moich ustach, reż. Jacques Audiard
- Pod piaskiem, reż. François Ozon
- Sala oficerska, reż. François Dupeyron

2003: Pianista (Le pianiste), reż. Roman Polański

nominacje:
- 8 kobiet, reż. François Ozon
- Amen., reż. Costa-Gavras
- Być i mieć, reż. Nicolas Philibert
- Smak życia, reż. Cédric Klapisch

2004: Inwazja barbarzyńców (Les invasions barbares), reż. Denys Arcand

nominacje:
- Bon voyage, reż. Jean-Paul Rappeneau
- Trio z Belleville, reż. Sylvain Chomet
- Tylko nie w usta, reż. Alain Resnais
- Uczucia, reż. Noémie Lvovsky

2005: Unik (L'esquive), reż. Abdellatif Kechiche

nominacje:
- 36, reż. Olivier Marchal
- Bardzo długie zaręczyny, reż. Jean-Pierre Jeunet
- Królowie i królowa, reż. Arnaud Desplechin
- Pan od muzyki, reż. Christophe Barratier

2006: W rytmie serca (De battre mon coeur s'est arrêté), reż. Jacques Audiard

nominacje:
- Boże Narodzenie, reż. Christian Carion
- Dziecko, reż. Jean-Pierre Dardenne, Luc Dardenne
- Młody porucznik, reż. Xavier Beauvois
- Żyj i stań się, reż. Radu Mihăileanu

2007: Kochanek lady Chatterley (Lady Chatterley), reż. Pascale Ferran

nominacje:
- Dni chwały, reż. Rachid Bouchareb
- Nie martw się o mnie, reż. Philippe Lioret
- Melodia życia, reż. Xavier Giannoli
- Nie mów nikomu, reż. Guillaume Canet

2008: Tajemnica ziarna (La graine et le mulet), reż. Abdellatif Kechiche; producent: Claude Berri

nominacje:
- Motyl i skafander, reż. Julian Schnabel; producent: Jérôme Seydoux
- Niczego nie żałuję – Edith Piaf, reż. Olivier Dahan; producent: Alain Goldman
- Persepolis, reż. Marjane Satrapi, Vincent Paronnaud; producent: Marc-Antoine Robert, Xavier Rigault
- Tajemnica, reż. Claude Miller; producent: Yves Marmion

2009: Serafina (Séraphine), reż. Martin Provost; producent: Gilles Sacuto, Milena Poylo

nominacje:
- Klasa, reż. Laurent Cantet; producent: Carole Scotta, Caroline Benjo
- Dzień, który odmienił twoje życie, reż. Rémi Bezançon; producent: Eric Altmeyer, Nicolas Altmeyer, Isabelle Grellat
- Niebo nad Paryżem, reż. Cédric Klapisch; producent: Bruno Levy
- Świąteczne opowieści, reż. Arnaud Desplechin; producent: Marc-Antoine Robert, Xavier Rigault
- Kocham cię od tak dawna, reż. Philippe Claudel; producent: Yves Marmion
- Wróg publiczny numer jeden, część I, reż. Jean-François Richet; producent: Thomas Langmann
- Wróg publiczny numer jeden, część II, reż. Jean-François Richet; producent: Thomas Langmann

2010: Prorok (Un prophète), reż. Jacques Audiard

nominacje:
- Początek, reż. Xavier Giannoli
- Koncert, reż. Radu Mihăileanu
- Szalone trawy, reż. Alain Resnais
- Pokolenie nienawiści, reż. Jean-Paul Lilienfeld
- Porwanie, reż. Lucas Belvaux
- Witamy, reż. Philippe Lioret

## 2011–2020
2011: Ludzie Boga (Des hommes et des dieux), reż. Xavier Beauvois

nominacje:
- Heartbreaker. Licencja na uwodzenie, reż. Pascal Chaumeil; producenci: Nicolas Duval Adassovsky, Yann Zenou, Laurent Zeitoun
- Gainsbourg, reż. Joann Sfar; producenci: Marc du Pontavice, Didier Lupfer
- Mammuth, reż. Benoît Delépine i Gustave de Kervern; producenci: Jean-Pierre Guérin, Véronique Marchat
- Imiona miłości, reż. Michel Leclerc; producenci: Caroline Adrian, Antoine Rein, Fabrice Goldstein
- Autor widmo, reż. Roman Polański; producenci: Robert Benmussa, Alain Sarde, Roman Polański
- Tournée, reż. Mathieu Amalric; produkcenci: Laetitia Gonzalez, Yaël Fogiel

2012: Artysta (The Artist), − Michel Hazanavicius
- Minister, reż. Pierre Schoeller; producent: Denis Freyd
- Wypowiedzenie wojny, reż. Valérie Donzelli; producent: Edouard Weil
- Człowiek z Hawru, reż. Aki Kaurismäki; producent: Fabienne Vonier
- Nietykalni, reż. Eric Toledano i Olivier Nakache; producenci: Nicolas Duval Adassovsky, Yann Zenou i Laurent Zeitoun
- Pater, reż. Alain Cavalier; producent: Michel Seydoux
- Poliss, reż. Maïwenn; producent: Alain Attal

2013: Miłość (Amour), reż. Michael Haneke; producent: Margaret Ménégoz
- Żegnaj, królowo, reż. Benoît Jacquot; producenci: Jean-Pierre Guérin i Kristina Larsen
- Camille powtarza rok, reż. Noémie Lvovsky; producenci: Jean-Louis Livi i Philippe Carcassonne
- U niej w domu, reż. François Ozon; producenci: Éric et Nicolas Altmayer
- Z krwi i kości, reż. Jacques Audiard; producenci: Pascal Caucheteux i Grégoire Sorlat
- Holy Motors, reż. Leos Carax; producenci: Martine Marignac i Maurice Tinchant
- Imię, reż. Matthieu Delaporte i Alexandre de la Patellière; producenci: Dimitri Rassam i Jérôme Seydoux

2014: Guillaume i chłopcy! Kolacja! (Les garçons et Guillaume, à table!), reż. Guillaume Gallienne; producenci: Edouard Weil, Cyril Colbeau-Justin i Jean-Baptiste Dupont
- Dziewięć długich miesięcy, reż. Albert Dupontel; producent: Catherine Bozorgan
- Nieznajomy nad jeziorem, reż. Alain Guiraudie; producent: Sylvie Pialat
- Jimmy P., reż. Arnaud Desplechin; producenci: Pascal Caucheteux i Grégoire Sorlat
- Przeszłość, reż. Asghar Farhadi; producent: Alexandre Mallet-Guy
- Wenus w futrze, reż. Roman Polański; producenci: Robert Benmussa i Alain Sarde
- Życie Adeli, reż. Abdellatif Kechiche; producenci: Abdellatif Kechiche, Vincent Maraval i Brahim Chioua

2015:  Timbuktu (Timbuktu), reż. Abderrahmane Sissako; producent: Sylvie Pialat
- Miłość od pierwszego ugryzienia, reż. Thomas Cailley; producenci: Pierre Guyard
- Eastern Boys, reż. Robin Campillo; producenci: Hugues Charbonneau i Marie-Ange Luciani
- Rozumiemy się bez słów, reż. Éric Lartigau; producenci: Eric Jehelmann, Philippe Rousselet i Stéphanie Bermann
- Saint Laurent, reż. Bertrand Bonello; producenci: Éric et Nicolas Altmayer
- Hipokrates, reż. Thomas Lilti; producenci: Agnès Vallée i Emmanuel Barraux
- Sils Maria, reż. Olivier Assayas; producenci: Charles Gillibert

2016:  Fatima (Fatima), reż. Philippe Faucon; producenci: Philippe Faucon i Yasmina Nini-Faucon
- Imigranci, reż. Jacques Audiard; producenci: Pascal Caucheteux i Grégoire Sorlat
- Miara człowieka, reż. Stéphane Brizé; producenci: Christophe Rossignon i Philip Boëffard
- Niesamowita Marguerite, reż. Xavier Giannoli; producenci: Olivier Delbosc i Marc Missonnier
- Moja miłość, reż. Maïwenn; producent: Alain Attal
- Mustang, reż. Deniz Gamze Ergüven; producent: Charles Gillibert
- Z podniesionym czołem, reż. Emmanuelle Bercot; producenci: François Kraus i Denis Pineau-Valencienne
- Trzy wspomnienia z mojej młodości, reż. Arnaud Desplechin, producenci: Pascal Caucheteux i Grégoire Sorlat

2017:  Elle (Elle), reż. Paul Verhoeven; producenci: Saïd Ben Saïd i Michel Merkt
- W pogoni za marzeniami, reż. Houda Benyamina; producent: Marc-Benoît Créancier
- Frantz, reż. François Ozon; producenci: Eric Altmayer i Nicolas Altmayer
- Niewinne, reż. Anne Fontaine; producenci: Eric Altmayer i Nicolas Altmayer
- Martwe wody, reż. Bruno Dumont; producenci: Jean Bréhat, Rachid Bouchareb i Muriel Merlin
- Z innego świata, reż. Nicole Garcia; producent: Alain Attal
- Victoria, reż. Justine Triet; producenci: Emmanuel Chaumet

2018:  120 uderzeń serca (120 battements par minute), reż. Robin Campillo; producenci: Hugues Charbonneau, Marie-Ange Luciani i Jacques Audiard
- Barbara, reż. Mathieu Amalric; producent: Patrick Godeau
- Cierpkie mleko, reż. Hubert Charuel; producenci: Alexis Dulguerian i Stéphanie Bermann
- Z pasją, reż. Yvan Attal; producenci: Dimitri Rassam i Benjamin Elalouf
- Cierpliwi pacjenci, reż. Mehdi Idir i Grand Corps Malade; producent: Jean Rachid
- Nasze najlepsze wesele, reż. Olivier Nakache i Éric Toledano; producenci: Nicolas Duval Adassovsky, Laurent Zeitoun i Yann Zenou
- Do zobaczenia w zaświatach, reż. Albert Dupontel; producent: Catherine Bozorgan

2019:  Jeszcze nie koniec (Jusqu'à la garde), reż. Xavier Legrand; producent: Alexandre Gavras
- Bracia Sisters, reż. Jacques Audiard; producent: Pascal Caucheteux, Grégoire Sorlat i Michel Merkt
- Ból, reż. Emmanuel Finkiel; producenci: Laetitia Gonzalez, Yael Fogiel, David Gauquié, Julien Deris i Etienne Mallet
- Guy, reż. Alex Lutz; producent: Oury Milshtein
- Mój problem to ty, reż. Pierre Salvadori; producenci: Philippe Martin i David Thion
- Niezatapialni, reż. Gilles Lellouche; producenci: Alain Attal i Hugo Sélignac
- Wymarzony, reż. Jeanne Herry; producenci: Alain Attal, Hugo Sélignac i Vincent Mazel